# Hóšó
Hóšó (japonsky: 鳳翔 ~ letící Fénix) byla první letadlová loď japonského císařského námořnictva a také první letadlová loď na světě, od počátku stavěná pro tento účel, která vstoupila do služby. V japonském námořnictvu měla jednoho předchůdce, nosič hydroplánů Wakamija, který dostal před dokončením Hóšó na příď vzletovou palubu, k testům leteckých postupů.

## Vývoj

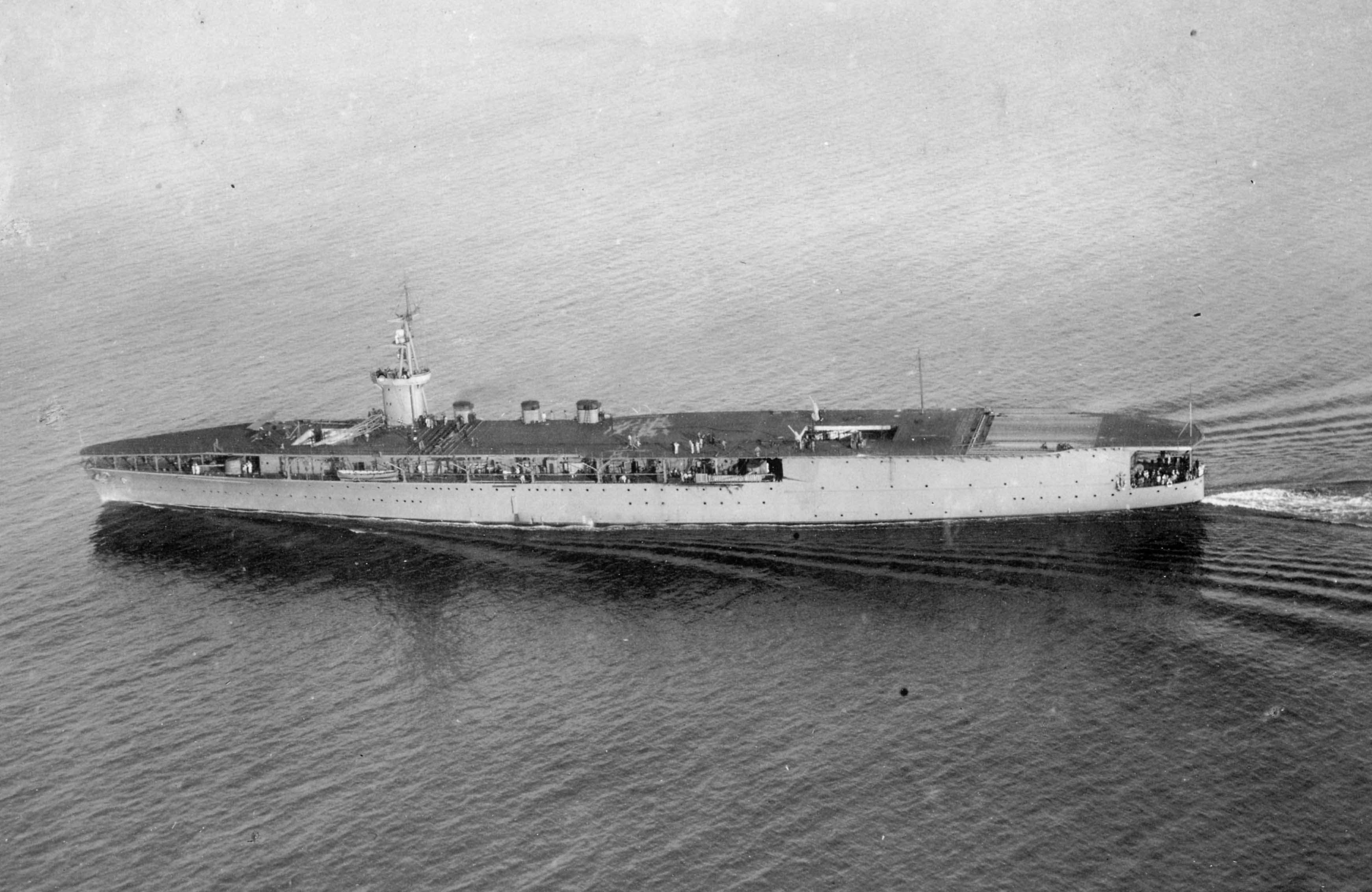
Hóšó během zkušební plavby v Tokijské zátoce v prosinci 1922. Všimněte si zešikmení přední části letové paluby a lodního ostrova na pravoboku

Konstrukce trupu Hóšó byla založena na křižníkovém designu, ale přesto šlo o novou konstrukci. Loď byla od počátku konstruována jako letadlová. Stavba lodi probíhala v loděnici Asano v Jokohamě. Kýl byl založen 16. prosince 1919, loď byla spuštěna na vodu 13. listopadu 1921 a dokončena 27. prosince 1922. Předběhla tak o 13 měsíců britskou letadlovou loď HMS Hermes, která byla objednána dříve a rovněž konstruována od počátku jako letadlová, ale jejíž stavba se protáhla.
Zpočátku měla Hóšó sloužit ke kombinovanému provozu palubních letadel i hydroplánů, ale během konstrukce byla její koncepce změněna na klasickou letadlovou loď. Konstrukce lodi byla založena na trupu křižníku. Po dokončení měla Hóšó jednu vzletovou a přistávací palubu, jejíž přední část se svažovala dolů. Na pravoboku byl umístěn ostrov se stožárem, před ostrovem byl jeřáb a za ostrovem byly tři komíny, které bylo možné během leteckých operací sklopit pod úroveň paluby. Během přestavby v roce 1923 bylo odstraněno zešikmení přední části paluby, odstraněn ostrov i jeřáb a stožár se dal sklopit. Loď tak získala hladkopalubové uspořádání s velitelským můstkem pod palubou, které bylo v japonském námořnictvu velice oblíbené, protože operujícím letounům nehrozila kolize s nástavbami.
V letech 1932 až 1933 se na Hóšó testovalo nové světelné zařízení čakkan šidótó pro navedení letounů na přistání. Po úspěšných zkouškách bylo následně instalováno i na ostatní letadlové lodě císařského námořnictva. Během přestavby v roce 1934 byly komíny definitivně fixovány ve sklopené poloze.

## Operační služba

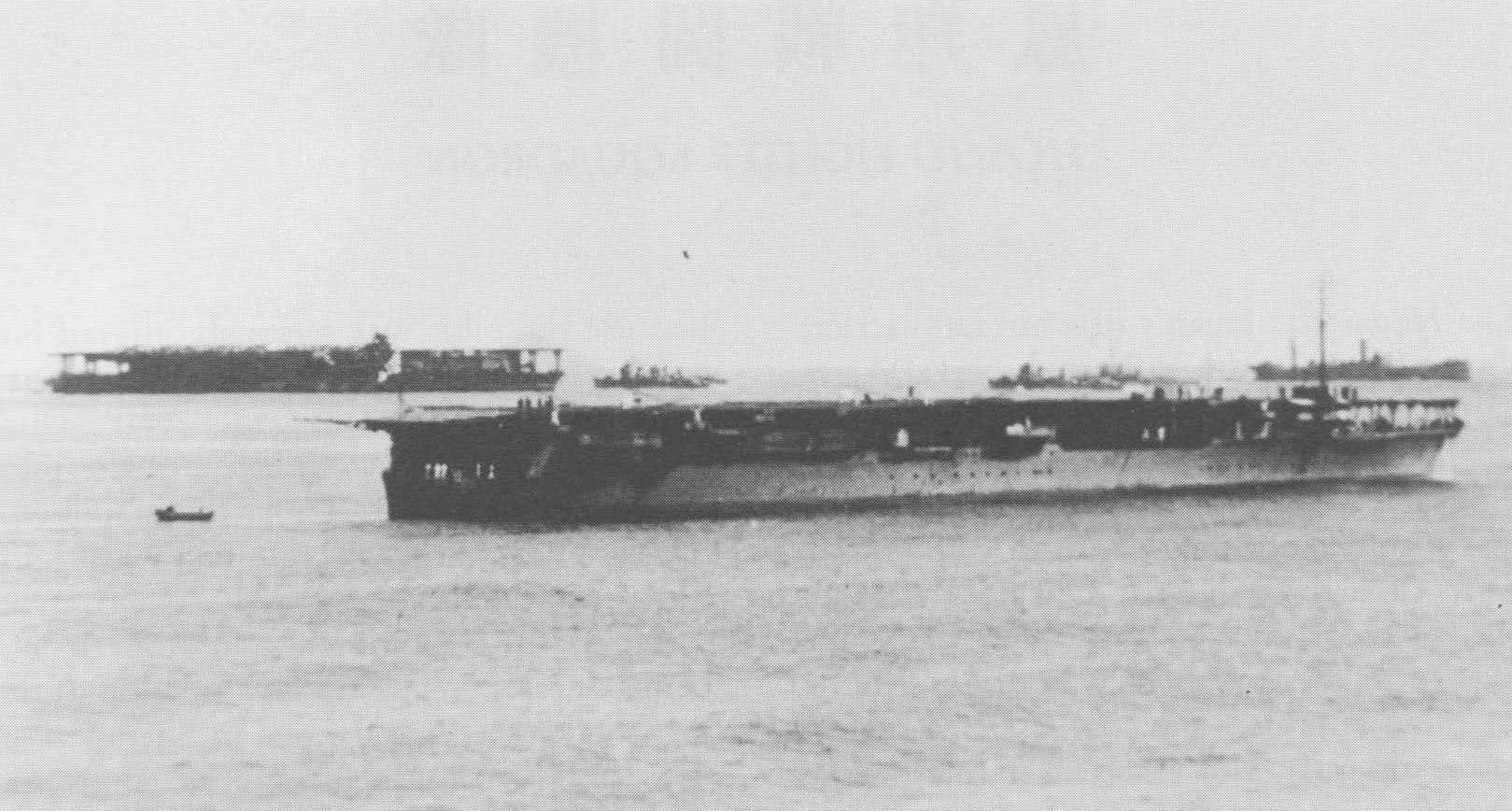
Hóšó (vpředu) a Kaga (vlevo vzadu) zhruba v době druhé čínsko-japonské války

Protože Hóšó byla první loď svého druhu v japonském námořnictvu, během dvacátých let sloužila především pro vyvinutí metodiky leteckého provozu a taktiky leteckých operací, v čemž navázala na upravený nosič hydroplánů Wakamija.
V létě 1928 se Hóšó zúčastnila námořního cvičení u Amami Óšima, během kterého se testovala použitelnost koordinovaného útoku hladinových jednotek torpédy s leteckým torpédovým útokem. Tři vyslané torpédonosné letouny vyčkaly začátku torpédového útoku křižníků a poté zaútočily na formaci bitevních lodí z opačné strany, než křižníky. Ze tří torpéd dvě zasáhla bitevní loď Mucu.
Hóšó se účastnila šanghajského incidentu, když například 28. ledna 1932 její letouny bombardovaly Šanghaj. Dne 5. února se pět letadel z Hóšó utkalo s devíti čínskými stíhači a 19. února se opět letci z Hóšó dostaly do vzdušného souboje. Mezi 23. a 26. únorem zaútočily letouny z Hóšó a Kaga na japonská letiště u Su-čou a Chang-čou. Při návratu z útoku na letiště u Chang-čou bylo devět bombardérů a šest stíhaček Nakadžima A1N2 z Hóšó napadeno pěti čínskými stíhači, přičemž Japonci sestřelili tři z nich.
Dne 26. září 1935 byla Hóšó poškozena během incidentu 4. kantai východně od severního Honšú. Od roku 1937 se účastnila druhé čínsko-japonské války. Od srpna do prosince 1937 letouny z Hóšó podporovaly operace japonské armády v Číně. V té době byla Hóšó společně s letadlovou lodí Rjúdžó součástí Dai-iči kókú sentai (第一航空戦隊 ~ 1. divize letadlových lodí). V té době se její letecký park skládal z devíti stíhaček Nakadžima A2N a šesti útočných letounů Jokosuka B3Y1.
V době vypuknutí druhé světové války v Pacifiku už byla konstrukce Hóšó překonána novějšími nosiči. Loď byla příliš malá a pomalá pro provoz moderních letounů a sloužila hlavně pro výcvik nových pilotů. Hóšó se ještě účastnila operací během bitvy u Midway, ale už ne v hlavním útočném svazu, ale v podpůrné roli jako letadlová loď dálkového krytí hlavních sil admirála Jamamota. V té době stále ještě nesla dvouplošné torpédové bombardéry s pevným podvozkem Jokosuka B4Y1. Byl to právě bombardér B4Y1 z lodi Hóšó, který ráno 5. června 1942 vyfotil hořící letadlovou loď Hirjú.
Od roku 1943 byla loď stažena z bojových operací a sloužila ve Vnitřním moři k výcviku. Byla prodloužena letová paluba, aby umožnila bezpečný start a přistání i těžším modernějším letounům. Dne 19. března 1945 byla v Kure lehce poškozena náletem palubních letadel z TF 58 viceadmirála Mitschera, přičemž bylo zabito šest mužů posádky.

## Poválečná služba
Hóšó byla jedna z pouhých čtyř japonských letadlových lodí, které přežily druhou světovou válku. Po skončení války byla přestavěna na transportní loď, což mimo jiné spočívalo ve zkrácení letové paluby a sloužila až do června 1946 k repatriaci japonských vojáků zpět do Japonska. Poté byla vyřazena a v roce 1947 sešrotována.

## Letecká skupina naHóšó
- Po dokončení: stíhací Micubiši 1MF1-5 a torpédonosné Micubiši B1M1. Původně se počítalo i s torpédonosným trojplošníkem Micubiši 1MT1N, ale ukázalo se, že ten se kvůli své výšce nevešel do hangáru.[7]
- 1932: 9 stíhaček Nakadžima A1N1 (typ 3), 3 bombardéry Micubiši B1M2 (typ 13), 3 průzkumná letadla Micubiši C1M (typ 10)
- 1937: 9 stíhaček Nakadžima A4N1 (typ 95), 6 bombardérů Jokosuka B3Y1 (typ 92)
- 1941: 11 stíhaček Micubiši A5M, 8 bombardérů Jokosuka B4Y1
- 1942: 8 bombardérů Jokosuka B4Y1